# لأجلك (ألبوم سيلينا غوميز)
لأجلك (بالإنجليزية: For You)‏ هو أول ألبوم تجميعي للمغنية الأمريكية سيلينا غوميز،تم إصدار الألبوم في 24 نوفمبر 2014 ، من قِبل هوليوود ريكوردز  و الالبوم هو البوم تجميعي يضم اغاني غوميز مع فرقتها السابقة  واغانيها المنفردة واغانيها من البوم ستارز دانس  وريمك للاغاني و يحتوي الالبوم على اغاني فرقة غوميز السابقة سيلينا غوميز آند ذا سين، وكذلك إصداراتها كفنانة منفردة،  يعد الألبوم اخر البوم تم إصداره لها من قِبل هوليوود ريكوردز، حيث أصدرت أربعة ألبومات استوديو وألبوم ريمكس. وهو يتضمن أغنيتين لم يتم إصدارهما من قَبل، وهي من إنتاج Rock Mafia بالإضافة إلى إصدارات جديدة  التي تم إصدارها مسبقًا.

## روابط خارجية
- لأجلك (ألبوم سيلينا غوميز) على موقع أول موفي (الإنجليزية)